# Махавелуна
Махавелона (малаг. Mahavelona) — селище у складі мадагаскарського округу Туамасіна II (колишня провінція Анціранана).

## Клімат
Містечко знаходиться у зоні, котра характеризується вологим тропічним кліматом. Найтепліший місяць — лютий із середньою температурою 26.2 °C (79.2 °F). Найхолодніший місяць — липень, із середньою температурою 20.9 °С (69.6 °F).
| Клімат Махавелони       | Клімат Махавелони | Клімат Махавелони | Клімат Махавелони | Клімат Махавелони | Клімат Махавелони | Клімат Махавелони | Клімат Махавелони | Клімат Махавелони | Клімат Махавелони | Клімат Махавелони | Клімат Махавелони | Клімат Махавелони | Клімат Махавелони |
| Показник                | Січ.              | Лют.              | Бер.              | Квіт.             | Трав.             | Черв.             | Лип.              | Серп.             | Вер.              | Жовт.             | Лист.             | Груд.             | Рік               |
| Середня температура, °C | 26                | 26,2              | 25,8              | 25                | 23,3              | 21,6              | 20,9              | 20,9              | 21,6              | 22,8              | 24,3              | 25,5              | 23,7              |
| Норма опадів, мм        | 407.6             | 378.3             | 448.2             | 285.4             | 219.1             | 238.9             | 238.9             | 188               | 111.8             | 107.9             | 161.6             | 309.8             | 3095.5            |
| Днів з опадами          | 20,7              | 19,5              | 23,2              | 18,9              | 19,2              | 18,4              | 20,5              | 20,4              | 15,6              | 15,8              | 16,7              | 20,8              | 229,7             |
| Вологість повітря, %    | 84.7              | 85.6              | 86.5              | 86                | 85.6              | 85.4              | 86.2              | 84.4              | 83.2              | 82.7              | 84.2              | 84.7              | 84.9              |
| ----------------------- | ----------------- | ----------------- | ----------------- | ----------------- | ----------------- | ----------------- | ----------------- | ----------------- | ----------------- | ----------------- | ----------------- | ----------------- | ----------------- |
| Джерело: Weatherbase    |                   |                   |                   |                   |                   |                   |                   |                   |                   |                   |                   |                   |                   |